# TOM集團
TOM集團有限公司（股份代號：2383）為香港聯合交易所主板上市的科技與媒體公司。 TOM集團科技平台及投資相關的業務包括移動互聯網、電子商貿、金融科技和先進的大數據分析。此外，其媒體業務涵蓋出版和廣告經營。集團總部設於香港，並於北京及台北設立地區總部，TOM集團為長江和記實業有限公司成員。公司在開曼群島註冊，主席為陸法蘭。
TOM集團（前稱TOM.COM）2000年3月1日在香港創業板上市，當時上市編號為8001.HK。TOM.COM當時上市招股價為1.78元，上市首日收報7.75元，較招股價上升3.35倍。
TOM集團2001年底收購台灣出版集團城邦文化。2006年1月25日集團宣佈：首席執行官王兟以希望投入更多時間於私人股权投資為由向董事局請辭，并于当年1月27日生效，財務總監湯美娟繼任。王兟在辞去TOM集团首席执行官后，随即加入美国私人股权投资公司德州太平洋集团，并担任投资合伙人。TOM集團現任首席執行官兼執行董事為楊國猛。
TOM集團於2004年分拆TOM Online在香港創業板上市，然後再在2007年私有化TOM Online。
2006年12月20日TOM和eBay同时宣布建立合资公司，这也成为Tom集团的一个里程碑。
2010年8月10日，中国邮政集团公司与TOM集团有限公司合资建设的B2C网上购物平台《郵樂網》正式上线，由中国邮政和TOM集团分别持股51%和49%的合资公司“北京邮乐电子商务有限公司”负责运营。
現時TOM集團的主要股東是周凱旋。

## 主要资产
- 郵樂控股38.27%
- 城邦媒體控股集團
- TOM在線90.002%
- TOM戶外傳媒集團
- WeLab8.26%

## 外部連結
- TOM集團
- 大陆子公司TOM.COM（页面存档备份，存于）
- 郵樂網（页面存档备份，存于）